# Zahodni Bug
Zahodni Bug je reka, ki teče po teritoriju treh držav (Ukrajina, Poljska, Belorusija); je četrta najdaljša reke Poljske s 587 km. (skupaj 772 km)
Med drugo svetovno vojno je reka predstavljala mejo med nemško in sovjetsko zasedbeno cono Poljske v letih 1939-1941.